# Anton Kuchyňka
Anton Kuchyňka, též Antonín Kuchyňka (8. dubna 1869 Horní Dunajovice – 4. září 1939 Horní Dunajovice), byl rakouský a český politik, na počátku 20. století poslanec Říšské rady a Moravského zemského sněmu.

## Biografie
Pocházel z Horních Dunajovic z rodiny mlynáře Matěje Kuchyňky a jeho manželky Františky. Strýc Antonín Kuchyňka starší zasedal v roce 1848 na Kroměřížském sněmu. Antonín Kuchyňka vychodil českojazyčnou obecnou školu v rodných Horních Dunajovicích a německou reálnou školu ve Znojmě. Kvůli otcově nemoci musel přerušit další studia a převzal mlynářské řemeslo. Po smrti otce v roce 1890 se ujal správy rodinného mlýna i zemědělského hospodářství. V roce 1898 se oženil. Byl aktivní ve veřejném a politickém životě. Roku 1891 v Horních Dunajovicích založil sbor dobrovolných hasičů a byl jeho náčelníkem. Inicioval také vznik hasičských sborů v okolních obcích. Prosadil zřízení čtenářského spolku v Dunajovicích a organizoval zde divadelních představení, v nichž sám účinkoval. Roku 1895 díky jeho iniciativě došlo k opětovnému založení okresního hospodářského spolku a zastával funkci jeho předsedy. Byl předsedou místní organizace Národní jednoty pro jihozápadní Moravu (organizace zaměřená na podporu české menšiny v etnicky smíšených oblastech regionu). Roku 1896 usedl v Dunajovicích do obecního výboru a ačkoliv byl jeho nejmladším členem, byl zvolen starostou obce. Úřad zastával po tři volební období (až do roku 1906). Docílil zřízení poštovního i telegrafního úřadu. Roku 1898 založil v Dunajovicích rolnickou záložnu. V roce 1906 byl znovu jednohlasně zvolen starostou, ale funkci nepřijal a působil již jen jako druhý radní. Byl rovněž předsedou znojemského starostenského sboru, jehož vznik inicioval. Usiloval o zřízení mlynářského společenstva v znojemském okrese. Působil coby místopředseda živnostenského společenstva pro Mikulovice a okolí. Jeho zásluhou se v Mikulovicích konala od 2. do 19. srpna 1906 první učňovská a řemeslnická výstava. Roku 1901 založil v Dunajovicích parostrojní rolnickou mlékárnu.
Do podzimu roku 1905 byl členem Lidové strany na Moravě (moravská odnož mladočeské strany), ale pak přešel ke klerikálům (Katolická strana národní na Moravě).
Zasedal na Moravském zemském sněmu. V zemských volbách roku 1906 sem byl opětovně zvolen za kurii venkovských obcí, obvod Dačice, Jemnice, Znojmo okolí atd. Mandát na sněmu získal i ve volbách roku 1913, za týž obvod. V prvním funkčním období byl na sněmu členem odboru pro obecní záležitosti a odboru pro pojišťování, v druhém období zasedal v komunikačním a pojišťovacím odboru. Prosazoval výstavbu silnic a železnic ve svém volebním obvodu. Vystupoval na podporu zřizování škol a získávání dotací. Opakovaně se zasazoval o dodržování jazykové rovnoprávnosti v etnicky smíšeném znojemském okrese. Zastupoval také zájmy mlynářské profese.
Na počátku 20. století se zapojil i do celostátní politiky. Ve volbách do Říšské rady roku 1907 se stal poslancem Říšské rady (celostátní zákonodárný sbor) za český obvod Morava 28. Usedl do poslanecké frakce Český katolicko-národní klub (širší aliance českých klerikálních subjektů).